# Kaper-1

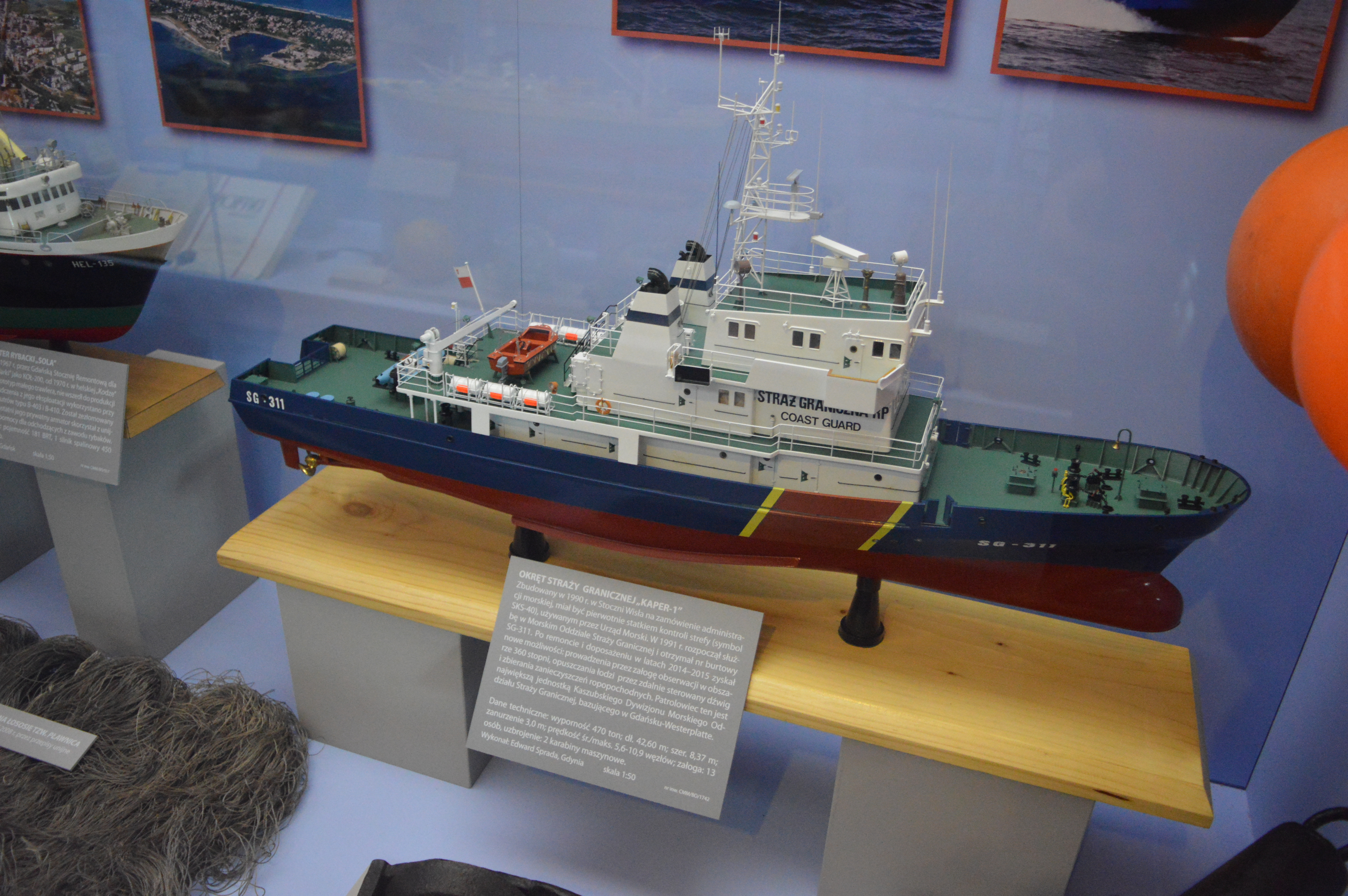
Model jednostki

Kaper-1 (SG-311) – polska jednostka patrolowa projektu SKS-40, zbudowana w latach 1990–1991 w Stoczni Wisła w Gdańsku, pierwotnie dla jednego z urzędów morskich, przekazana później do Straży Granicznej (SG). Jednostka przeznaczona jest do patrolowania i ochrony morskiej granicy państwa, ochrony zewnętrznych granic Unii Europejskiej oraz usuwania zanieczyszczeń z powierzchni wody.

## Zamówienie i budowa
„Kaper-1” o numerze budowy SKS-40/1 zwodowany został 8 czerwca 1990 roku, zaś 21 stycznia 1991 roku na patrolowcu podniesiono banderę Urzędu Morskiego w Gdyni. „Kaper-1” jest jednocześnie pierwszą jednostką z serii SKS-40.
1 sierpnia 1991 roku wraz z powstaniem Morskiego Oddziału Straży Granicznej (MOSG) podjęto decyzję, by przekazać jednostkę do nowo powstałej formacji. „Kaper-1” wszedł w skład Kaszubskiego Dywizjonu Straży Granicznej w Gdańsku–Westerplatte 23 października 1991 roku, otrzymując numer burtowy SG-311.

## Konstrukcja

### Opis ogólny
Patrolowiec „Kaper-1” to jednostka projektu SKS-40 wybudowana w klasycznym układzie kadłuba o wyporności pełnej 414 ton. Jednostka ma długość całkowitą wynoszącą 42,6 m, zaś długość między pionami wynosi 38,76 m. Szerokość konstrukcyjna kadłuba wynosi 7,7 m, natomiast szerokość całkowita kadłuba to 8,37 m (wraz z odbojnicami). Zanurzenie konstrukcyjne wynosi 2,8 m zaś pełne 2,95 m. Napęd stanowią dwa silniki napędzające dwie śruby napędowe, które pozwalają osiągnąć prędkość maksymalną wynoszącą 17,6 węzła. Zasięg wynosi odpowiednio 2800 mil morskich na jednym silniku i 1200 mil morskich na dwóch. Załogę stanowi 14 osób.

## Służba
„Kaper-1” wszedł w skład MOSG 23 października 1991 roku, otrzymując numer burtowy SG-311. W 2011 roku patrolowiec brał udział w międzynarodowych manewrach na Zatoce Gdańskiej. W 2016 roku jednostka wzięła udział w międzynarodowych ćwiczeniach morskich „Ronis 2016” u wybrzeży Łotwy, gdzie ćwiczono wykrywanie i zwalczanie nielegalnej migracji, gaszenie pożaru, poszukiwanie i podejmowanie z wody rozbitków oraz udzielanie pomocy.

### Modernizacja
Przez większość służby patrolowiec nie przechodził głębokich modernizacji. Pewne zmiany dotyczyły instalacji nowego systemu łączności oraz nawigacji w celu zintegrowania jednostki (wraz z bliźniaczym „Kaper-2”) z systemem ZSRN – Zautomatyzowanego Systemu Radarowego Straży Granicznej. SG starała się w latach 2007–2009 o pozyskanie dwóch fabrycznie nowych jednostek patrolowych o większych możliwościach niż używane jednostki SKS-40, jednak plan ten nie został zrealizowany. Poszukiwania następcy patrolowców proj. SKS-40 wynikało z nałożenia większego zakresu obowiązków na MOSG, z zakresu zwalczania zanieczyszczeń na morzu, jak i patrolowania granic morskich Rzeczypospolitej Polskiej. Finalnie po fiasku planów zakupu nowych jednostek, zdecydowano się na głęboką modernizację patrolowców SKS-40 w taki sposób, aby były zdolne do nałożonych na Straż Graniczną zadań.
W wyniku prac modernizacyjnych prowadzonych w latach 2014–2015 patrolowiec wyposażono w specjalistyczne wyposażenie, przeznaczone do usuwania zanieczyszczeń z powierzchni wody. Składa się na nie zapora przeciwrozlewowa, zestaw do zbierania zanieczyszczeń ropopochodnych oraz zbiorniki do ich przechowywania w ładowni. Na rufie jednostki zamontowano żuraw hydrauliczny, przeznaczony do obsługi łodzi motorowej oraz instalacji do usuwania zanieczyszczeń.
Dodatkowo przebudowano sterówkę i pomieszczenia załogi, zmodernizowano systemy nawigacji, przeciwpożarowe oraz urządzenia siłowni.